# میان‌ده (رودبار جنوب)
میان ده روستایی در دهستان نهضت آباد بخش مرکزی شهرستان رودبار جنوب استان کرمان ایران است.

## جمعیت
بر پایه سرشماری عمومی نفوس و مسکن در سال ۱۳۹۵ جمعیت این مکان این روستا بدون جمعیت بوده‌است.